# Allantus cingulatus
Allantus cingulatus är en stekelart som först beskrevs av Giovanni Antonio Scopoli 1763.  Allantus cingulatus ingår i släktet Allantus, och familjen bladsteklar. Arten är reproducerande i Sverige.